# حرب قصيرة طويلة
حرب قصيرة طويلة: التحرير المؤجل للعراق هو كتابٌ للكاتب البريطانيّ-الأمريكيّ كريستوفر هيتشنز، يتكوّن الكتاب من مجموعة من المقالات يبلغ عددها اثنتين وعشرين مقالة كتبها هيتشنز للمجلة الإلكترونيّة «سليت Slate». دعمت تلك المقالات الغزو الذي قادته أمريكا للعراق، ونُشرت بين 7 نوفمبر 2002 حتى 18 إبريل عام 2003.

## الخلفية
في مقدمة الكتاب، يظهر هيتشنز بلا أسف عن هذا الموقف الداعم للغزو (الموقف الذي وطد قطيعة هيتشنز مع رأي اليسار الأمريكيّ المناهض للحروب)، ويقول في ذلك:
بين العديد من الشخصيات الذين قٌيدوا في المقدمة، كان برهم صالح (عضو المجلس العراقيّ الوطنيّ ورئيس الوزراء السابق للاتحاد الوطنيّ الكردستانيّ)، كنعان مكية (كاتب عدد من الكتب، بما فيها «جمهوريّة الخوف» الأكثر مبيعًا عام 1989) وأحمد الجلبي (نائب رئيس الوزراء السابق للعراق).

## المحتوى
بُنيت المقالات في قوالب مثيرة للجدل، وسخريّة وازدراء مما يسميه هيتشنز مازوخيّة اليسار، ويقوم في الكتاب بزعزعة حُجج المناهضين للحرب الشائعة، بينما يقيم حُجج منظمة لدعم موقفه. جاء في الكتاب نقد قوي لتركيا وفرنسا، بينما دعم الكاتب جورج دبليو. بوش ودافع عنه، في مقالة ضد التهمة الموجهة إليه باعتباره يُعيد زمن رعاة البقر وفي الثانية ضد من اتهموه أنه دفع بأمته إلى الحرب.
كتب هيتشنز في 2008: «اعتدت أن أدعو نفسي مناصر القضية الواحدة في الأسئلة الجوهريّة مثل الدفاع عن الحضارة في مواجهة الإرهاب ومواجهة الزعماء الشموليّين. وفي هذه القضية أتمنى أن أستمر في كشف ومعارضة الغموض».

## ردود الفعل
صُنف هيتشنز من الكثيرين باعتباره صقر ليبراليّ liberal hawk (وتعني أنه ليبراليّ سياسيًا ولكنه يدعم سياسة خارجيّة تدخليّة في شئون الدول الأخرى) تلك القائمة التي تضم المعلقين اليساريّين الذين دعموا الغزو الأمريكيّ للعراق عام 2003. هذه الجموعة غير الرسميّة ضمت كُتاب بريطانيّين مثل: نيك كوهين Nick Cohen، جوهان هاري Johann Hari، ديفيد أرونوفيتش David Aaronovitch، نورمان جيراس Norman Geras، جولي برتشل Julie Burchill. وبعض الكنديّين مثل: مايكل إيجناتيف Michael Ignatieff. كان المحافظون الجدد من العقد الماضي مترددين حول تقبّل هيتشنز باعتباره واحد منهم، بسبب نقده العنيف لرونالد ريغان ورفضه أن يضم نفسه إليهم. [6]
بالرغم من المقالات الكثيرة التي دعمت غزو الولايات المتحدة للعراق، إلا أن هيتشنز عاد سريعًا إلى The Nation قبل انتخابات الرئاسة الأمريكيّة عام 2004 وكتب أنه مع جورج بوش «قليلًا»، وبعد ذلك بفترة وجيزة، استطلعت «سليت Slate» آراء العاملين بها حول موقفهم من المرشحين، وذكرت بالخطأ أن هيتشنز يدعم جون كيري المرشح الديمقراطيّ. حوّل هيتشنز رأيه إلى المحايد، قائلًا «إنه من العبث بالليبراليّين أن يتحدثوا عن جورج بوش باعتباره على وشك ارتكاب مذبحة تشبه ليلة البلور، ومن غير الحكيم أو المحترم بالنسبة للجمهوريّين أن يعادلوا جون كيري مع موقف الاستسلام. لا يوجد أحد يستطيع الاستسلام، أعتقد أن العدو الجهادي هو الذي سيحدد النهاية».